# Westland WAH-64 Apache
Il Westland WAH-64 Apache è un elicottero d'attacco prodotto dall'azienda Leonardo (in precedenza AgustaWestland poi confluita nella nuova Finmeccanica che dal 2017 ha assunto il nome di Leonardo) su licenza della statunitense Boeing.
Il WAH-64, strettamente imparentato con il Boeing AH-64D Apache Longbow da cui deriva, differisce da questo per l'adozione di un impianto motore di produzione locale e per l'introduzione di un meccanismo per il raggruppamento delle pale del rotore, consentendo così al WAH-64 di essere rimessato con maggiore facilità per l'utilizzo navale.
Dopo i primi cinque esemplari realizzati direttamente dalla Boeing, i successivi 59 vennero assemblati nello stabilimento Westland di Yeovil partendo da parti semilavorate e preassemblate fornite dall'azienda statunitense.
Il WAH-64 assunse la designazione ufficiale militare di Apache AH mk 1 o AH1 deliberata dal Ministero della difesa britannico.

## Sviluppo
Lo sviluppo del WAH-64 deriva da una specifica emanata nei primi anni novanta dal Ministero della difesa britannico di valutare l'acquisto di 125 nuovi elicotteri d'attacco. Benché la specifica fosse definitiva la gara d'appalto non venne indetta fino al febbraio 1993, anno in cui aderirono:
- British Aerospace ed Eurocopter con il loro Tiger
- GEC-Marconi e Bell Helicopter proponendo il Cobra Venom, una versione del loro Bell AH-1W Supercobra
- Westland Aircraft e McDonnell Douglas con l'AH-64 Apache
- Boeing e Sikorsky con l'avveniristico Boeing-Sikorsky RAH-66 Comanche
- Agusta con l'A129 Mangusta

La commissione valutò i progetti aggiudicando la vittoria all'Apache nel luglio 1995 con un conseguente contratto di fornitura di 67 esemplari siglato nel 1996.
Il primo esemplare, costruito dalla Boeing (successivamente fusa con la McDonnell Douglas nel 1997), è stato consegnato nel marzo 1999 mentre il primo di costruzione Westland venne consegnato il successivo luglio 2000. L'ordine venne evaso con il sessantasettesimo ed ultimo esemplare consegnato nel luglio 2004. Il costo finale per l'intera flotta di elicotteri è attualmente previsto in £ 3,1 miliardi, 71 milioni al di sopra del costo originale approvato, questo giustificato dall'aumento dei costi di produzione nel corso dei cinque anni.

## Utilizzatori
Regno Unito
- Army Air Corps

## Elicotteri comparabili
Giappone
- Kawasaki OH-1

 Italia
- AgustaWestland AW129

  Unione Sovietica/Russia
- Mil Mi-28
- EC665 tigre